# Rhyacophila occulta
Rhyacophila occulta is een fossiele soort schietmot uit de familie Rhyacophilidae.